# Haddington
Pour le village anglais, voir Haddington (Lincolnshire).
Haddington est une ville d'Écosse d'environ 9 000 habitants.
C'est une ancienne ville royale, capitale administrative du comté historique, du council area et de la région de lieutenance de l'East Lothian, fondée sous le règne de David Ier d'Écosse (1124-1153) et située à environ 30 km au sud-est d'Édimbourg. Elle fut autrefois la quatrième ville la plus importante d'Écosse, après Aberdeen, Roxburgh et Édimbourg. De 1975 à 1996, elle était la capitale administrative du district d'East Lothian, au sein de la région du Lothian.
Elle fut le lieu de la création de la première loge de l'ordre des francs-jardiniers, vers 1676.
Elle est jumelée avec la ville française d'Aubigny-sur-Nère qui fut la possession de seigneurs écossais (Stuarts de Darnley) pendant plusieurs siècles.